# Awan

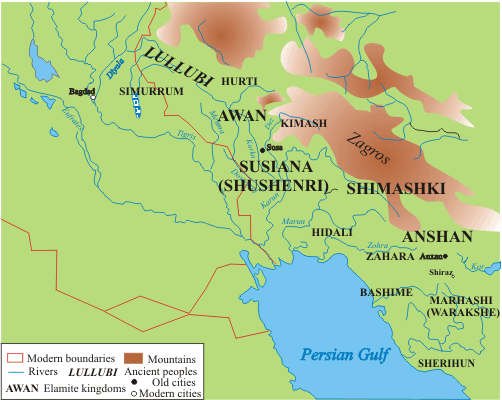
Mésopotamie, Elam, Awan.

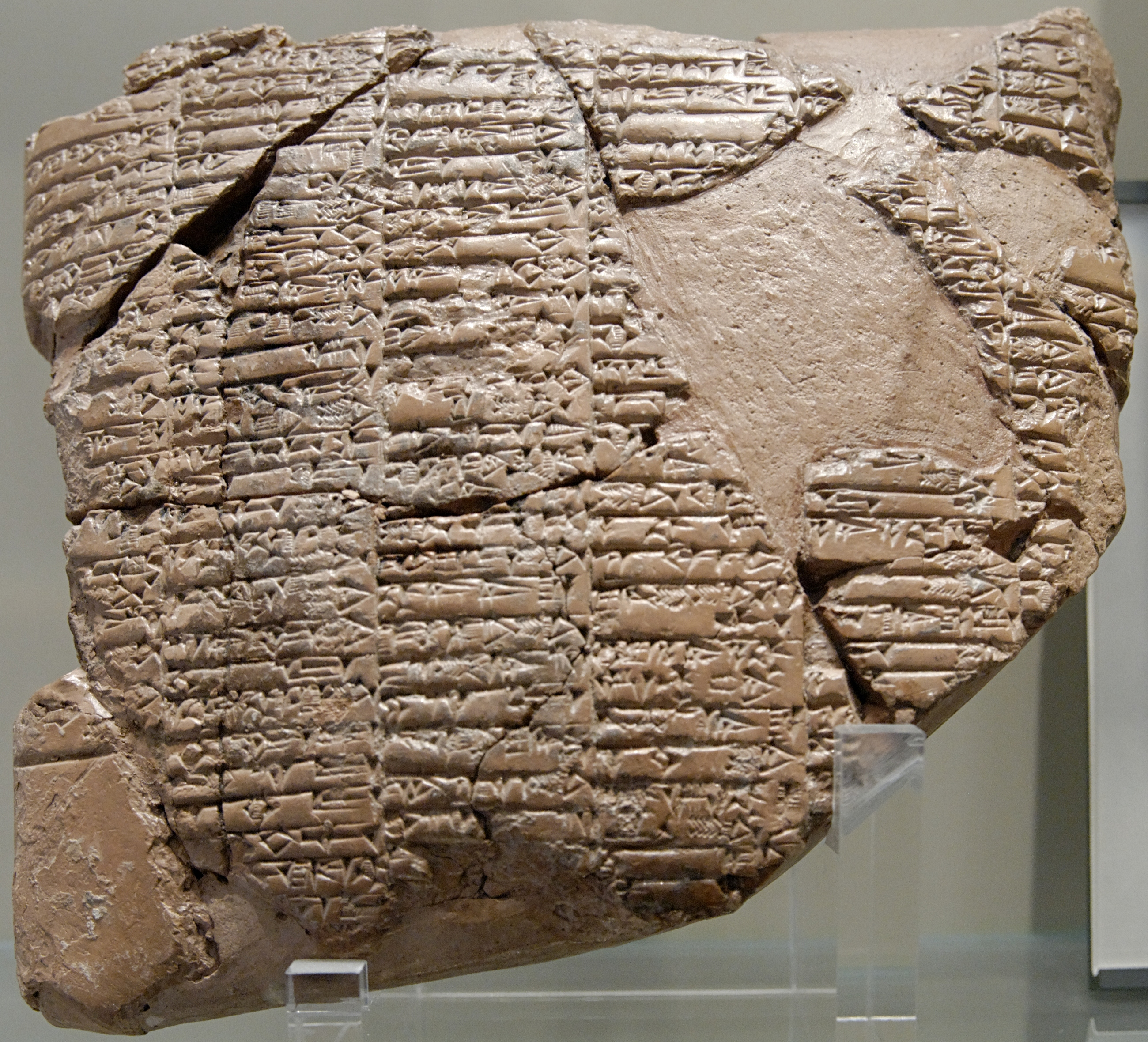
Traité entre Naram-Sin d'Akkad et un souverain d'Awan, peut-être Khita, vers 2250 av. J.-C., musée du Louvre.

Awan est une ancienne ville ou région de l'Élam, dont les rois constituent la première dynastie historique. Elle a été une puissance politique notable dans la région du sud-est de l'Iran et a eu des relations parfois heurtées avec les royaumes de Mésopotamie.

## Géographie
Awan n'a pas été localisée. On la situe souvent au nord de la Susiane, voire au sud du Luristan, près de Dezful.

## Histoire
D'après la Liste royale sumérienne, texte de la tradition historiographique mésopotamienne, une dynastie venant d'Awan aurait exercé la royauté en Mésopotamie à un moment donné. Elle aurait été composée de trois souverains successifs ayant régné en tout 356 ans. Cette information ne doit sans doute pas être tenue pour véridique, mais elle montre qu'Awan avait une grande importance politique au IIIe millénaire av. J.-C.
Une liste royale retrouvée en Élam fournit les noms des rois de la dynastie d'Awan. De fait, comme on dispose de très peu de sources textuelles pour cette période, ces noms ne sont pour la plupart pas associés à des évènements précis. On sait néanmoins que des rois d'Awan ont mené des incursions en Mésopotamie, où ils se sont heurtés aux plus puissantes cités-États de cette période, Kish et Lagash.
Les évènements deviennent un peu plus clairs à la période d'Akkad (c. 2340-2200), quand des textes historiques mésopotamiens nous informent sur les campagnes menés par les souverains d'Akkad dans le plateau iranien. Sargon d'Akkad, Rimush et Naram-Sin battent successivement Luhi-ishshan et Hishep-ratep d'Awan. Ces derniers apparaissent toujours aux côtés de leurs alliés traditionnels, les rois de Marhashi, un royaume situé plus à l'est dans le plateau iranien. Après ces défaites, Awan devient un vassal des rois d'Akkad. Ceci est confirmé par un document d'une grande valeur historique, un traité de paix signé entre Naram-Sin et un souverain d'Awan, sans doute Khita. C'est l'un des plus anciens documents du genre, et en plus le plus ancien document en élamite qui ait été retrouvé.
Après ces défaites, la dynastie d'Awan s'affaiblit et périclite. Quand le royaume d'Akkad commence à s'effondrer, c'est Puzur-Inshushinak, le gouverneur de Suse pour le compte d'Akkad, qui s'émancipe, et monte sur le trône d'Awan et de l'Élam. Il établit un royaume qui a été sans doute assez puissant, mais qui ne dure que peu de temps, abattu croit-on par les tribus Gutis ou Lullubi qui semaient alors le trouble en Mésopotamie et dans le Zagros.

## Liste des rois de la dynastie d'Awan

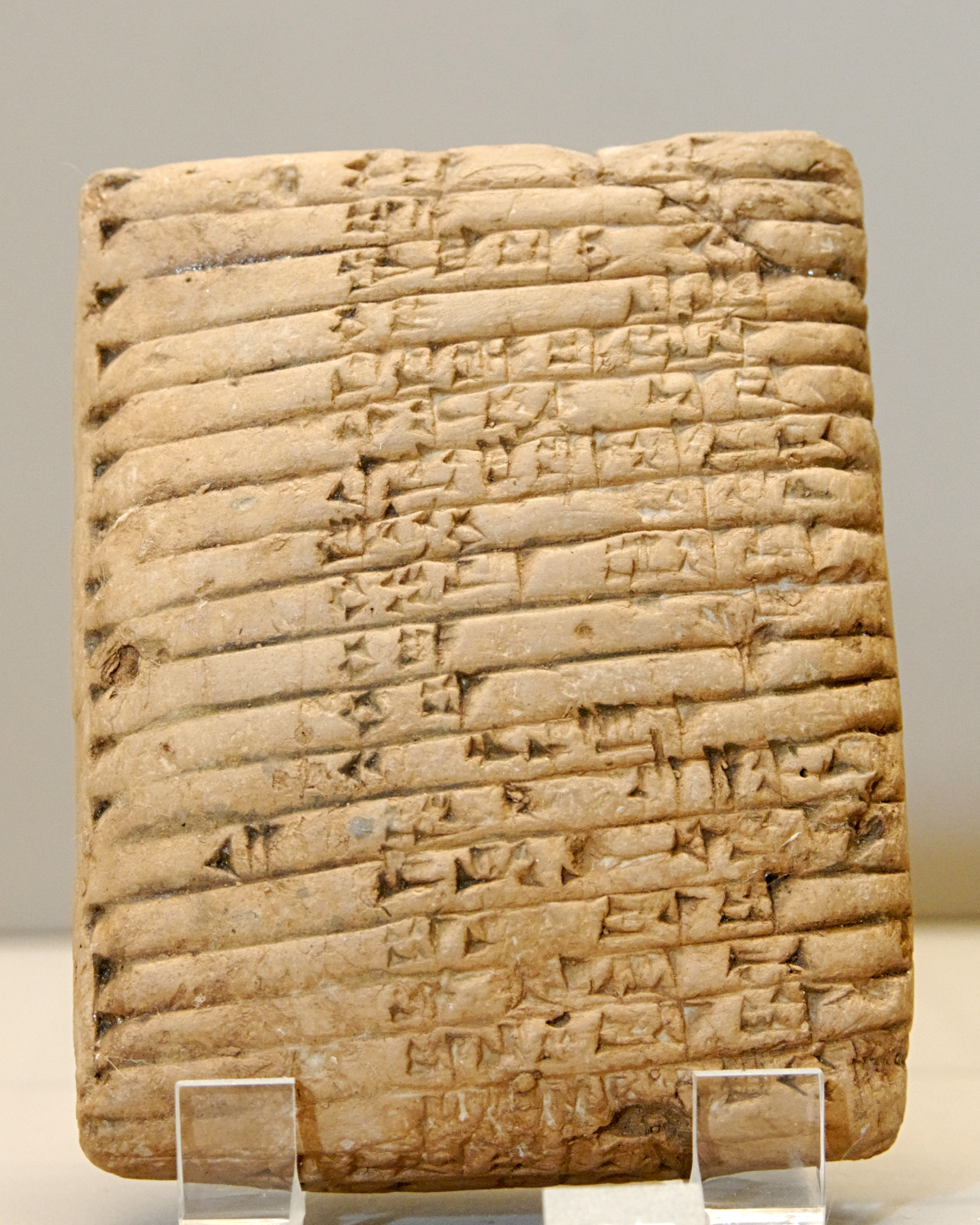
Liste dynastique de rois d'Awan et de Shimashki, vers 1800-1600 av. J.-C., musée du Louvre.

- Peli (vers -2400)
- Târî
- Ukku-tahish
- Hishur
- Shushun-tarana
- Napil-hush
- Kukku-sime-temti
- Luhî-Ishshan
- Hishep-Ratep
- Hielu
- Khita (vers -2250)
- Puzur-Inshushinak